# Lamprotornis australis
Lamprotornis australis là một loài chim trong họ Sturnidae.